# Аэропорт Сочи (платформа)
Аэропо́рт Со́чи — остановочный пункт Северо-Кавказской железной дороги РЖД в микрорайоне Первинка Адлерского района города Сочи в Краснодарском крае России. Вокзал соединен с терминалом Международного аэропорта Сочи.

## Описание
Железнодорожная линия предусматривает максимальный пассажиропоток в одном направлении до 64 тысяч человек в сутки и четыре пары поездов в час. Интервал следования - 15 минут.
Сам остановочный комплекс построен в 3 уровнях. В нём имеются эскалаторы и 3 лифта.

## История
В 2008 году началось проектирование линии и вокзала. 
С 2009 по 2012 велось сооружение станции. 
27 января 2012 открылось движение в тестовом режиме, регулярные перевозки компании «Аэроэкспресс» начались 15 февраля 2012 частотой 4 рейса в сутки в каждом направлении.
С 2014 года Аэроэкспресс прекратил перевозку пассажиров в Сочи. Пассажиров обслуживает компания РЖД подвижным составом поездов «Ласточка» как пригородными, так и дальними (например, Сочи - Сухуми).
С 2015 года запущены 2 пары поездов «Ласточка» в день до Туапсе и обратно.

## Пути и платформы
Платформа длиной 145 метров, шириной 8 метров.